# Filip Fredén
Carl Filip Fredén, född 27 mars 1880 i Färnebo församling i Värmlands län, död 7 juni 1945 i Munkfors församling i Värmlands län, var en svensk ingenjör och kraftverksdirektör.
Filip Fredén var son till kontraktsprosten Axel Fredén och Maria Jansson samt bror till kontraktsprosten Sven Fredén (1880–1940). Efter examen vid Kungliga Tekniska Högskolan (KTH) 1902 reste han till USA, där han var han anställd vid New York Edison Co, Westinghouse El & Mfg Co och Carnegie Steel Company 1903–1907. Återkommen till Sverige började han hos Uddeholms AB som chef för den metallurgiska avdelningen vid Hagfors järnverk samt var krafttekniker 1907–1914. Han var chef för kraftverken vid Uddeholms AB från 1914 och planerade och ledde uppbyggnaden av företagets kraftsystem. Filip Fredén företog ett flertal studieresor till USA, Kanada och Europa. Han var riddare av Vasaorden.
Han gifte sig 1911 med Anna Lindberg i hennes andra gifte (1887–1930), dotter till brukspatron Carl C:son Lindberg och Malin Dahlgren. De fick tre barn: överingenjören Carl-Filip Fredén (1912–1996), kaptenen, jur.kand. Lennart Fredén (1913–1983; en tid gift med Britt-Ingrid Fredén-Häggqvist), och adjunkten Carola Steiber (1916–2015).